# Медресе Гайибназар
Медресе Гайибназар (Казы Гайибназар) (узб. G'oyibnazar madrasasi) — архитектурный памятник, здание медресе в Туракургане (Узбекистан), воздвигнутое в 1890—1893 годах в эпоху Российской империи под руководством известного зодчего своего времени Мулла Киргиза на средства кокандского казия Гайиба ибн Назара. Это здание медресе занимает большую важность в Наманганской области после медресе Мулла Киргиза.
В советской эпохе медресе Казы Гайибназар именовалось как Гайибназар или Гайназар.
Основатель медресе Гайибназар или Гайиб ибн Назар был известным местным казием Ферганской долины в конце XIX  и начала XX веков. Он был щедрым, образованным и заботящимся о народе человеком, являлся кормильцем многих нуждающихся и сирот той эпохи. Кроме рассматриваемого медресе, им было построено сооружение известное как дом-медресе Гаибназар, где жили представители его семьи вплоть до 1949 года. Оно было возведено в 1890—1896 годах при поддержке друзей Гаибназара из Стамбула.
В настоящее время является объектом культурного наследия Узбекистана. Это также, объект туристического сервиса и показа. На базе медресе Гайибназар создан мемориальный комплекс имени выдающегося просветителя Исхокхона Ибрата, куда входят парк имени Ибрата с памятником, одноимённый музей.
Планировка медресе традиционна (площадь 30х40 метров) — состоит из двухэтажного фасада (из жжёного кирпича), прямоугольного двора, симметричного фасаду, по кругу обнесённого одноэтажными худжрами (из необожжёного кирпича), учебной аудитории (дарсхана), мечети и минарета.
В процесс строительства медресе принимало участие, вместе нанятыми работниками, и население Туракургана в национальном хашаре.